# Пам'ятник Тарасу Шевченку та Катерині (Київ)
Пам'ятник Тарасу Шевченку та Катерині — пам'ятник українському поету Тарасу Шевченку, що знаходиться у Києві на вулиці Михайла Омеляновича-Павленка біля входу до Національного транспортного університету.

## Історія встановлення
Пам'ятник встановлений влітку 2023 року на місці колишнього пам'ятника Пушкіну, що був знесений з постаменту 11 жовтня 2022 року в процесі дерусифікації. Демонтаж був присвячений лейтенанту Збройних сил України Денису Антіпову. Проєкт ще у 1995 році створив скульптор Іван Липовка з назвою «Думи про Україну».
1 березня 2024 року встановлено табличку на постаменті з цитатою поета « в своїй хаті своя й правда, і сила, і воля» та написом « Дарунок Києву від скульптора І. Липовки за участю Р. Галагана, 2023». 

## Галерея

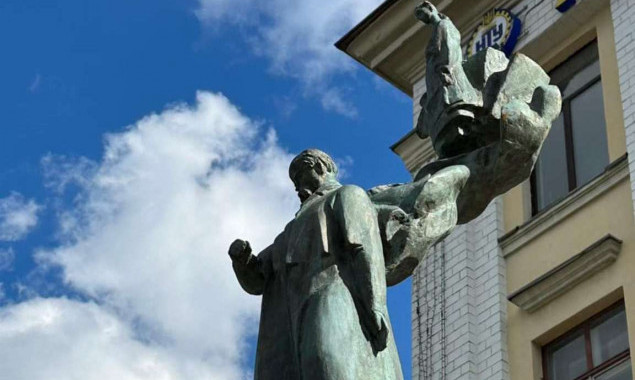
Фото пам'ятника зблизька, серпень 2023
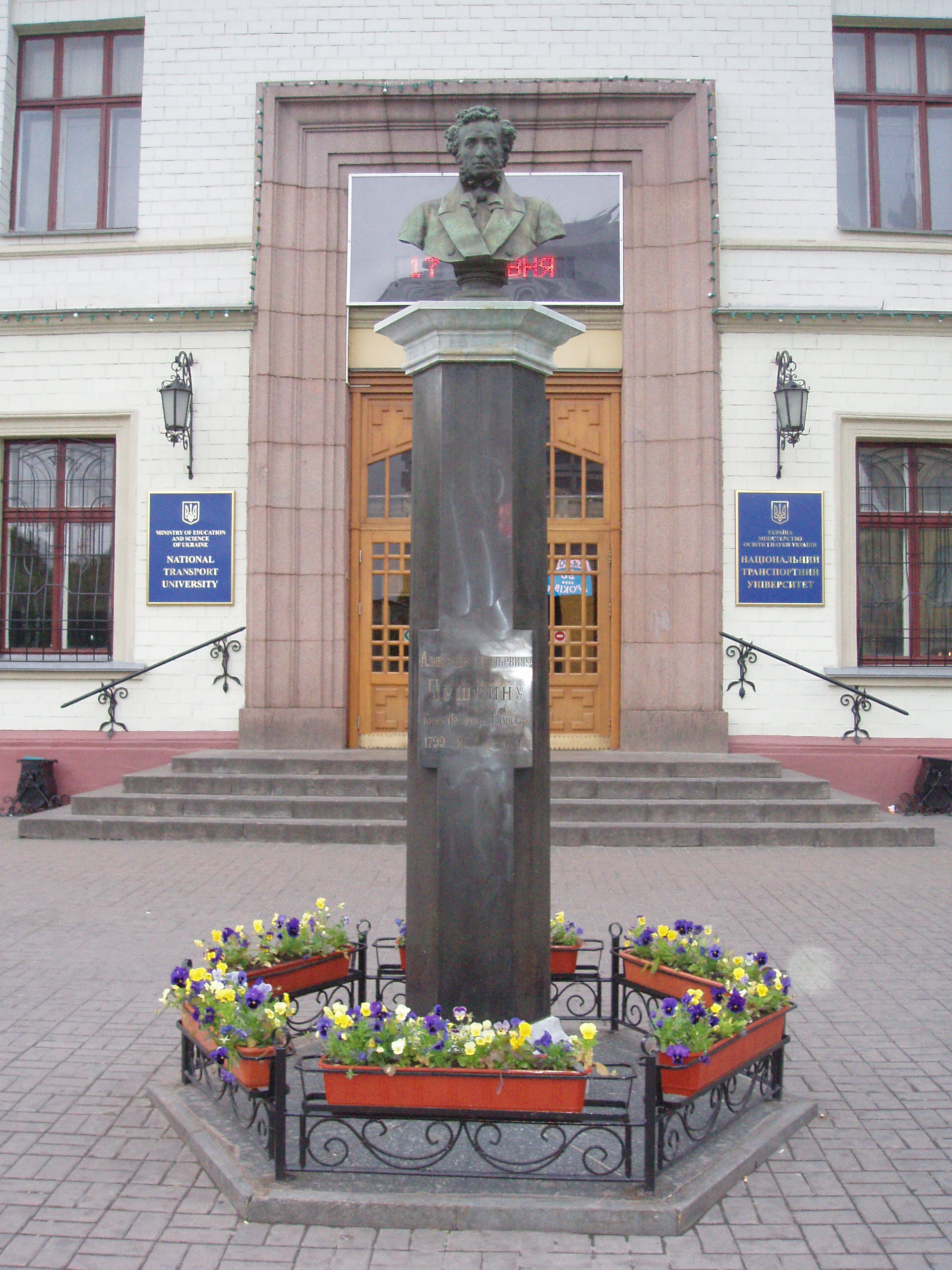
Погруддя Олександру Пушкіну до його демонтажу в 2022, травень 2009
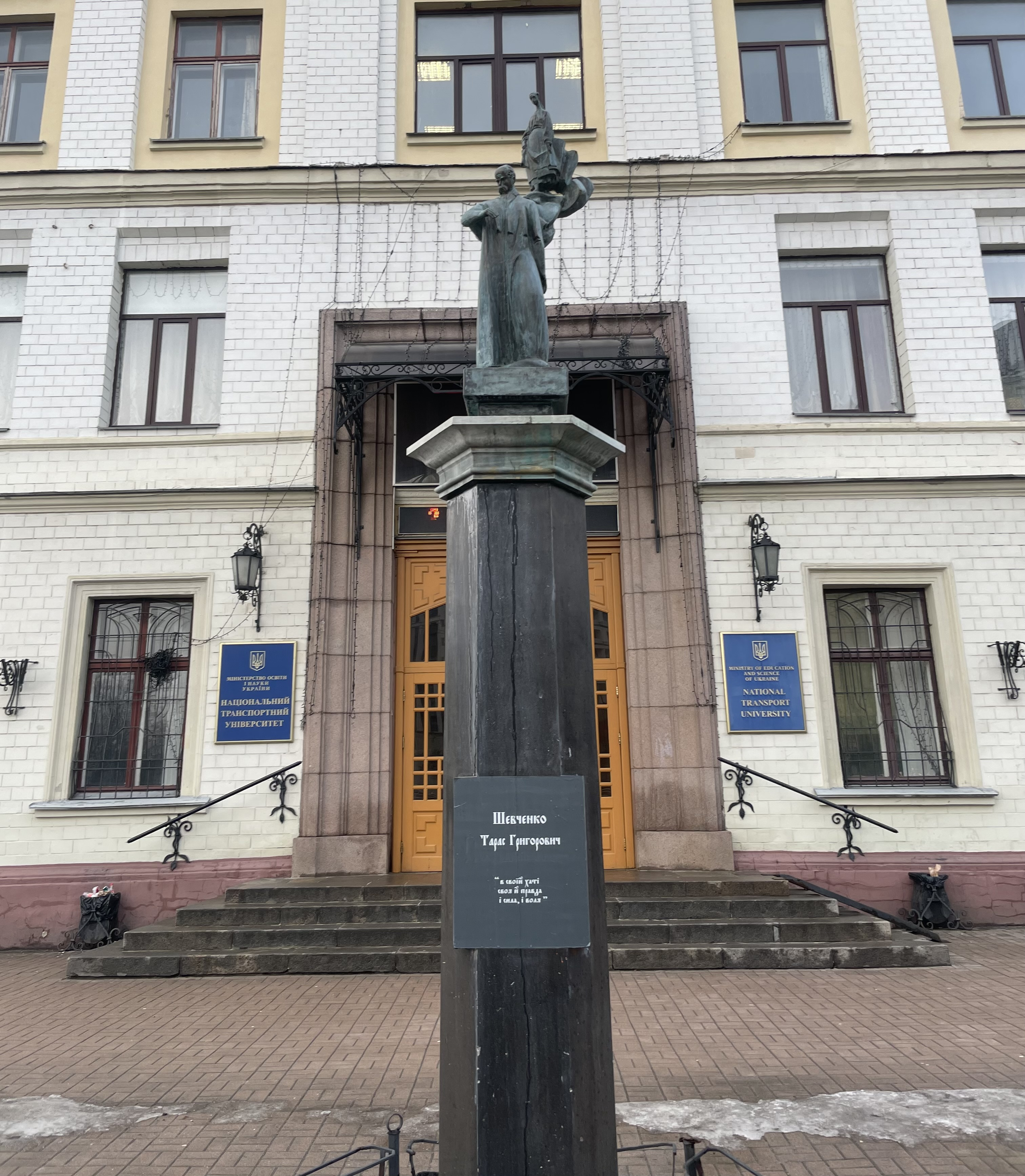
Памʼятник з постаментом у повному розмірі, лютий 2024
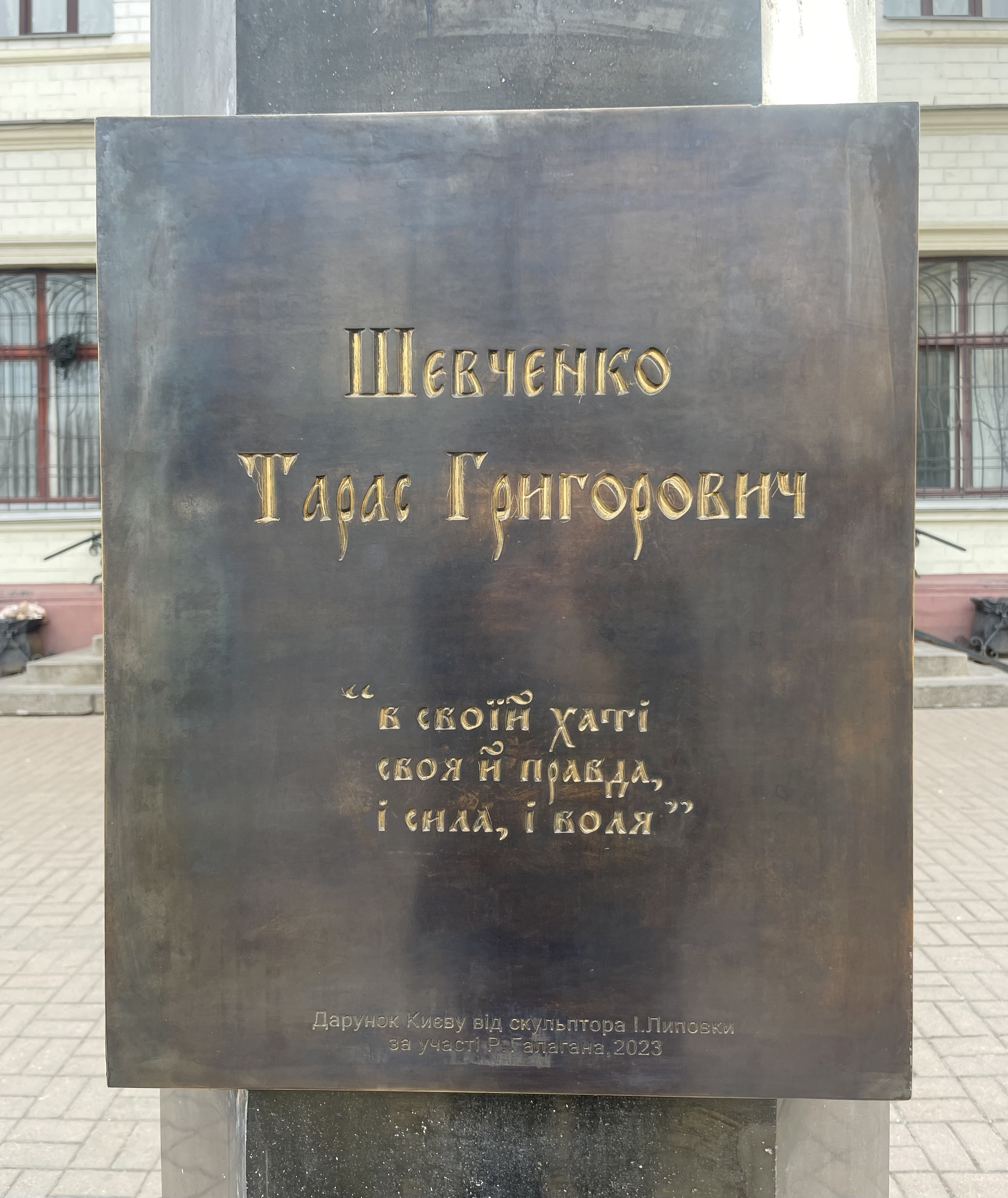
Надпис на постаменті памʼятника, березень 2024